# Liujia (Tainan)
Liujia oder Lioujia (chinesisch 六甲區, Pinyin Liùjiǎ Qū, Tongyong Pinyin Liòujiǎ Cyu, W.-G. Liu4-chia3 Ch'ü1, Pe̍h-ōe-jī La̍k-kah-khu) ist ein Bezirk der regierungsunmittelbaren Stadt Tainan im Südwesten der Republik China auf Taiwan.

## Lage und Beschreibung
Liujia liegt nördlich-zentral im Stadtgebiet von Tainan. Der Bezirk hat ungefähr die Form eines liegenden Rechtecks mit den Kantenlängen 3–4 × 18 km. Im Westen hat der Bezirk Anteil an der Jianan-Ebene, einer fruchtbaren Schwemmebene. Im Osten ist das Terrain bergiger und schon von den Ausläufern des Zentralgebirges geprägt.

## Geschichte
Nach der legendenhaften Überlieferung wurde das Land des heutigen Liujia erstmals zur Zeit des Königreichs Tungning im 17. Jahrhundert in Kultur genommen. Gefolgsleute Zheng Chenggongs siedelten sich hier als Bauern an und teilten das Land je nach Jia (甲, ein taiwanisches Flächenmaß) ein. So entstanden die Namen Erjia (二甲 – „zwei Jia“), Liujia (六甲 – „sechs Jia“), und Qijia (七甲 – „sieben Jia“). Später ging der Name Liujia auf die ganze Örtlichkeit über. Die ersten dauerhaften han-chinesischen Siedler kamen aus der Küstenprovinz Fujian auf dem chinesischen Festland. Zur Zeit der Qing-Herrschaft war Liujia Teil des Kreises Zhuluo (諸羅). Während der Zeit der japanischen Herrschaft (1895–1945) wurde die Verwaltung reorganisiert. Seit dem 1. Oktober 1920 war Liujia eine Gemeinde in der Präfektur Tainan. Nach der Übernahme Taiwans durch die Republik China 1945 wurde Liujia eine Landgemeinde im neu eingerichteten Landkreis Tainan und nach Angliederung des Landkreises in die Stadt Tainan am 25. Dezember 2010 zu einem Stadtbezirk Tainans.

## Bevölkerung
Mit etwa 21.180 Einwohnern (August 2024) gehört Lujia zu den Stadtbezirken mit eher geringerer Bevölkerung in Tainan. Angehörige indigener Völker haben einen Bevölkerungsanteil von unter 0,5 %.
| Gliederung von Liujia |
|                       |

## Verwaltungsgliederung
Liuying ist in 13 Ortsteile (里,  Lǐ) gegliedert.
1. Jingpu (菁埔里)

2. Guigang (龜港里)

3. Zhongshe (中社里)

4. Shuilin (水林里)

5. Erjia (二甲里)

6. Qijia (七甲里)

7. Liujia (六甲里)

8. Jianan (甲南里)

9. Jiadong (甲東里)

10. Wangye (王爺里)

11. Daqiu (大丘里)

## Verkehr
Die größeren Straßen verlaufen meist in Nord-Süd-Richtung. Dies sind im Zentrum die Nationalstraße 3 (Autobahn) und, weitgehend parallel dazu, die Kreisstraße 165, sowie im Westteil die Provinzstraße 1 und am Ostrand die Kreisstraße 174. Letztere biegt nördlich von Liujia nach Westen ab und verläuft dann über eine längere Strecke durch den Bezirk in Ost-West-Richtung.

## Wirtschaft
Dominierender Erwerbszweig in Liujia ist die Landwirtschaft. In den Ebenen im Westen überwiegt der Reisanbau, sowie die Kultur von Spezialitäten wie Zucht-Champignons und „chinesischen Oliven“ (den Früchten des „Weißen Kanarienbaums“ Canarium album). Im bergigen Osten wird überwiegend Bambus angebaut (Varietäten Phyllostachys makinoi, „Makino-Bambus“ und Bambusa blumeana, „Dornen-Bambus“). Der Obstbau umfasst Orangen (ca. 15.000 t auf etwa 500 ha) und Longans (etwa 3670 t auf 370 ha). Letztere werden vor allem in Wangye und Daqiu angebaut. Der Gartenbau (Flamingoblumen) wird auf etwa 20 ha betrieben. Die Fischzucht (Tilapia, 吳郭魚,  Wúguō yú) spielt eine gewisse Rolle und an Nutztieren werden Schweine, Rinder und Schafe gehalten.
Neben der Landwirtschaft gibt es eine alte, schon auf die Zeit der niederländischen Kolonialherrschaft zurückgehende kleingewerbliche Tradition der Töpferei und Keramikherstellung. Aus dem örtlichen Tonboden wurden und werden rote Keramiken hergestellt.

## Besonderheiten und touristische Ziele
Als sehenswert gilt der Chishan Longhu-Tempel (赤山龍湖巌,  Chìshān lónghú yán). Der Tempel wurde zu Beginn des Königreichs Tungning (1661–1683) errichtet und vielfach umgebaut. Hier finden um den 19. Februar herum alljährlich Festlichkeiten zu Ehren Gautama Buddhas statt. Teilweise auf dem Gebiet Liujias befindet sich der Wushantou-Stausee, der auch den Namen Korallensee (珊瑚潭) trägt. Der Staudamm wurde ab den 1920er Jahren vom japanischen IngenieurYoichi Hatta (八田 與一) geplant und realisiert, woran ein kleines Denkmal erinnert.
In Liujia befindet sich der Süd-Campus des Forschungsinstituts für Industrietechnologie (ITRI), mit Hauptsitz in Hsinchu. Die Einrichtungen wurden am 14. Oktober 2005 eröffnet.

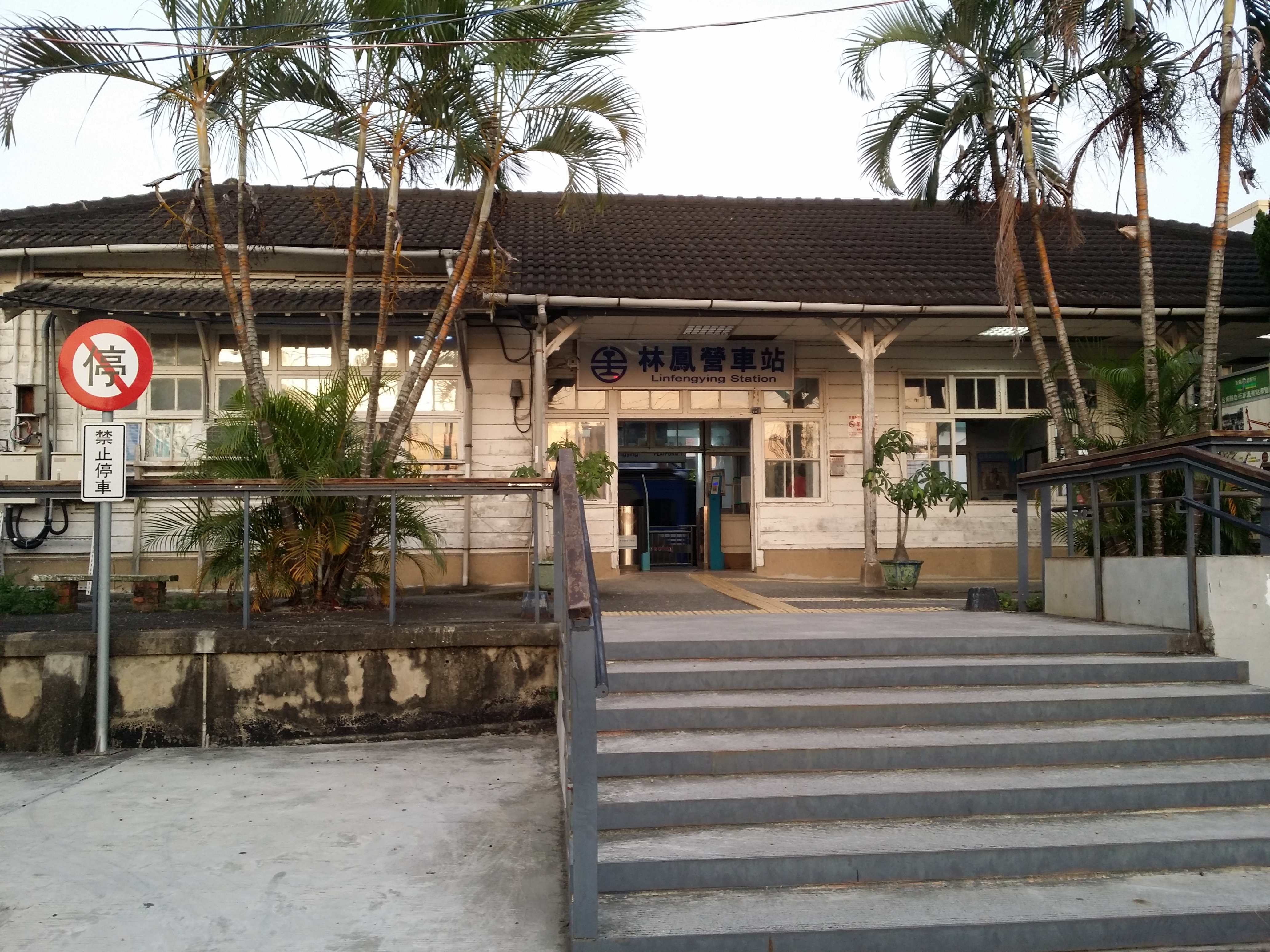
Bahnhof Linfengying
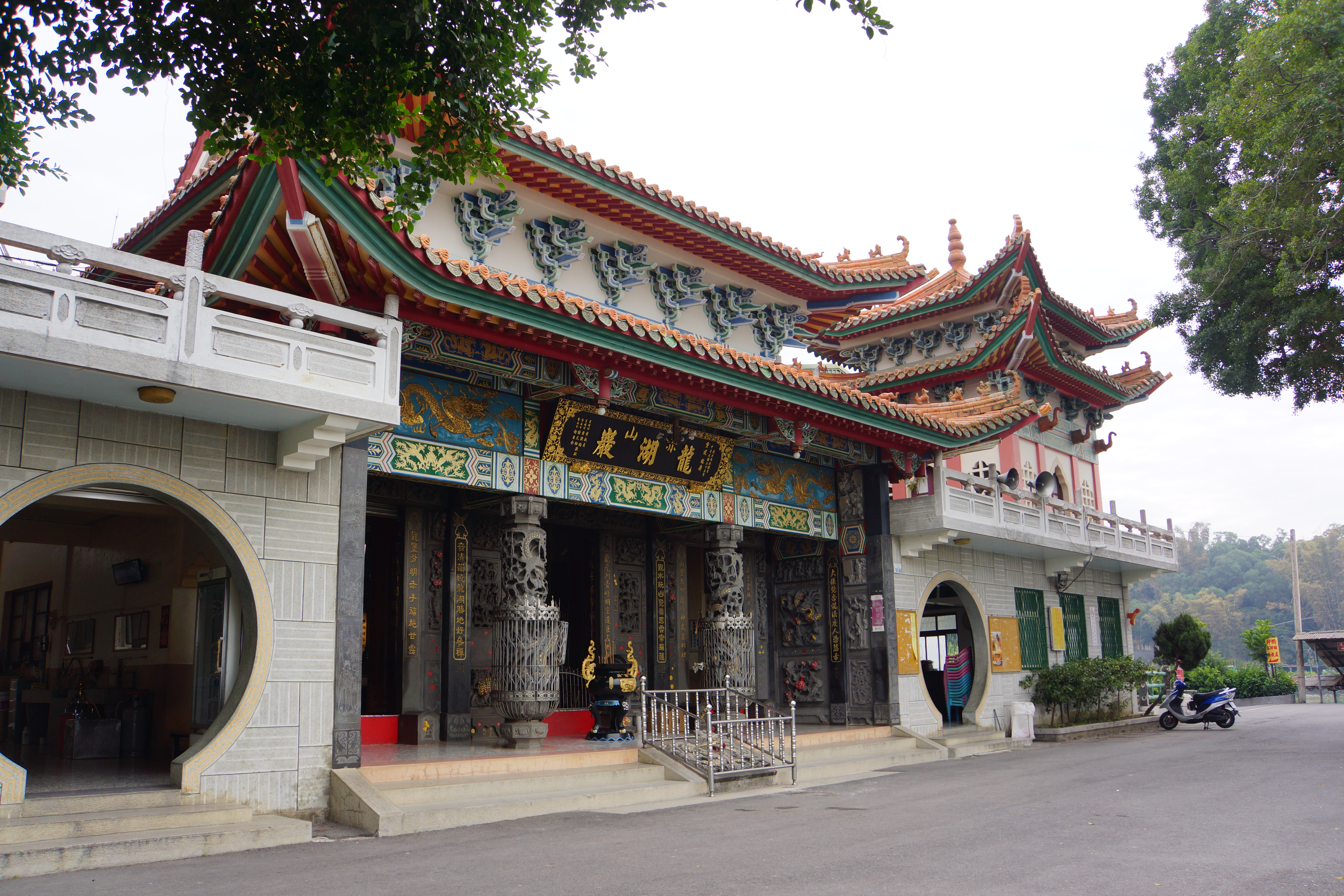
Chishan Longhu-Tempel
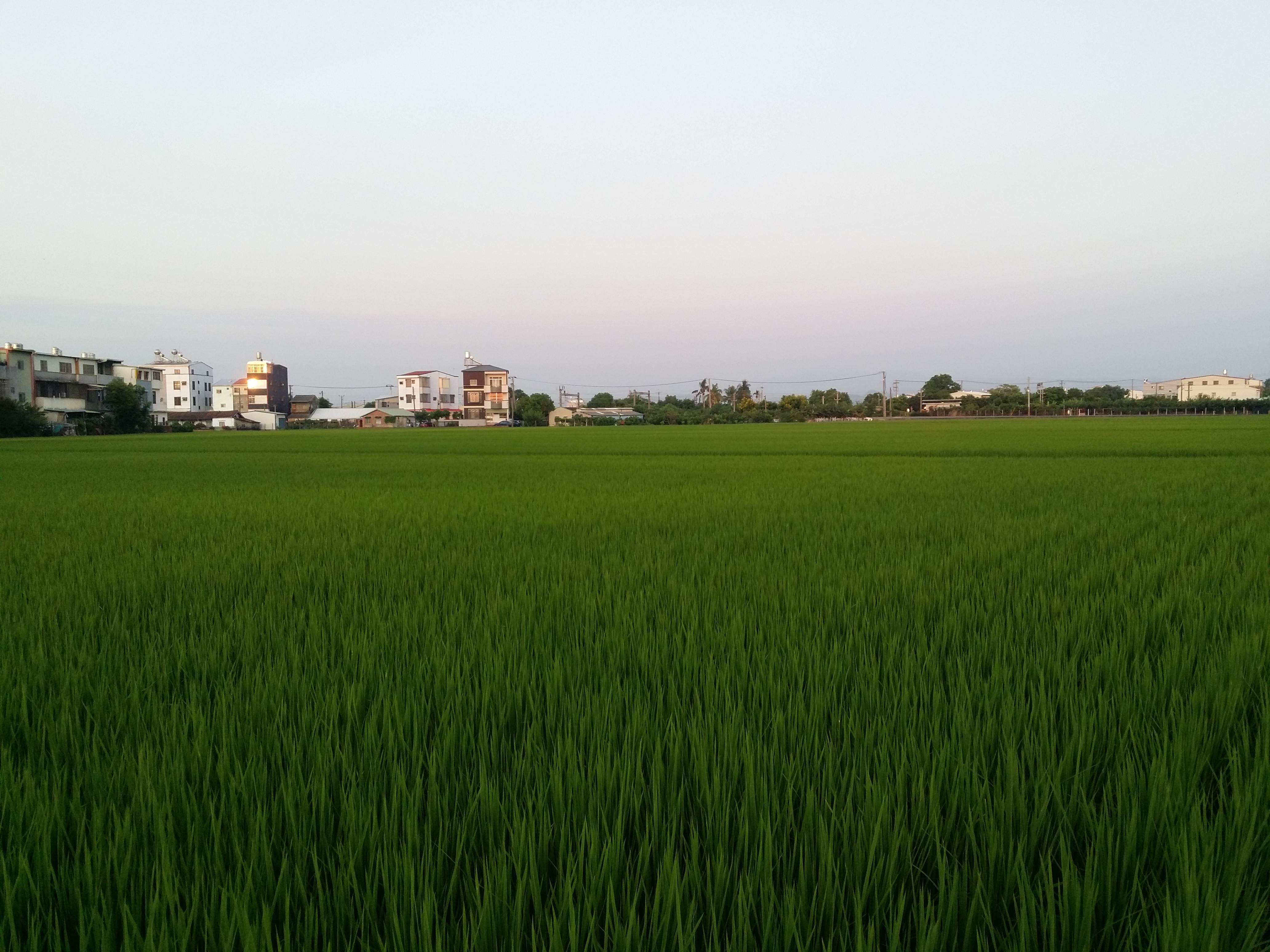
Reisfeld im Ortsteil Zhongshe